# Henry Thrun
Henry Thrun, född 12 mars 2001, är en amerikansk professionell ishockeyback som spelar för San Jose Sharks i NHL.
Han har tidigare spelat för Harvard Crimson i NCAA och Team USA och Dubuque Fighting Saints i USHL.
Thrun draftades av San Jose Sharks i fjärde rundan i 2019 års draft som 101:a spelare totalt.

## Statistik
| 2015–2016   | St. Mark's Lions               |             | 30 | 1  | 15 | 16 | —  | —  | — | — | — | — |
| 2016–2017   | St. Mark's Lions               |             | 28 | 15 | 19 | 34 | —  | —  | — | — | — | — |
|             | NV River Rats U16 AAA National |             | 9  | 1  | 3  | 4  | 0  | —  | — | — | — | — |
|             | NV River Rats U18 AAA National |             | 10 | 0  | 0  | 0  | 0  | —  | — | — | — | — |
| 2017–2018   | Team USA                       | USHL        | 34 | 3  | 17 | 20 | 8  | 8  | 2 | 5 | 7 | 2 |
|             | U.S. National U17 Team         |             | 58 | 7  | 32 | 39 | 12 | —  | — | — | — | — |
|             | U.S. National U18 Team         |             | 2  | 0  | 0  | 0  | 0  | —  | — | — | — | — |
| 2018–2019   | Team USA                       | USHL        | 28 | 4  | 19 | 23 | 16 | —  | — | — | — | — |
|             | U.S. National U18 Team         |             | 64 | 8  | 29 | 37 | 22 | —  | — | — | — | — |
| 2019–2020   | Harvard Crimson                | NCAA        | 31 | 3  | 18 | 21 | 12 | —  | — | — | — | — |
| 2020–2021   | Dubuque Fighting Saints        | USHL        | 24 | 8  | 14 | 22 | 4  | 2  | 0 | 0 | 0 | 0 |
| 2021–2022   | Harvard Crimson                | NCAA        | 35 | 7  | 25 | 32 | 10 | —  | — | — | — | — |
| 2022–2023   | San Jose Sharks                | NHL         | 1  | 0  | 2  | 2  | 0  | —  | — | — | — | — |
|             | Harvard Crimson                | NCAA        | 33 | 7  | 24 | 31 | 14 | —  | — | — | — | — |
| NHL totalt  | NHL totalt                     | NHL totalt  | 1  | 0  | 2  | 2  | 0  | —  | — | — | — | — |
| NCAA totalt | NCAA totalt                    | NCAA totalt | 99 | 17 | 67 | 84 | 36 | —  | — | — | — | — |
| USHL totalt | USHL totalt                    | USHL totalt | 86 | 15 | 50 | 65 | 28 | 10 | 2 | 5 | 7 | 2 |

### Internationellt
| Källa: Uppdaterad: 2023-03-31 | Källa: Uppdaterad: 2023-03-31 | Källa: Uppdaterad: 2023-03-31 |         | Utv = Utvisningsminuter | Utv = Utvisningsminuter | Utv = Utvisningsminuter | Utv = Utvisningsminuter | Utv = Utvisningsminuter |
| År                            | Lag                           | Mästerskap                    | Matcher | Mål                     | Assists                 | Poäng                   | Utv                     |                         |
| ----------------------------- | ----------------------------- | ----------------------------- | ------- | ----------------------- | ----------------------- | ----------------------- | ----------------------- | ----------------------- |
| 2019                          | USA                           | U18-VM                        | 7       | 0                       | 1                       | 1                       | 0                       |                         |
| 2021                          | USA                           | JVM                           | 7       | 0                       | 1                       | 1                       | 4                       |                         |
| Junior totalt                 | Junior totalt                 | Junior totalt                 | 14      | 0                       | 2                       | 2                       | 4                       |                         |